# Andreas Wahl
Andreas Solberg Wahl, född 2 juli 1983, är en norsk fysiker och TV-programledare för populärvetenskapliga TV-program.
Andreas Wahl hare en master i fysik från Norges teknisk-naturvitenskapelige universitet och hans examensuppsats hette Kan du velge fysikk uten å vite hva det er? En undersøkelse av fysikkens posisjon i naturfaget, ungefär "Kan du välja fysik utan att veta vad det är? En undersökning av fysikens ställning inom naturvetenskapen". År 2008 började Andreas Wahl med videobloggen Reale triks, ungefär "Verkliga trick" på norska tidningen Dagbladets webbplats där han visade och förklarade fysikaliska försök. Sammanlagt gjorde han 51 avsnitt under två år. År 2010 gav han ut den populärvetenskapliga boken Nært,-sært,-spektakulært : 63 naturfaglige triks og eksperimenter,, ungefär "Vardagligt, ovanligt och spektakulärt: 63 naturvetenskapliga trick och experiment".
År 2010 var han medlem i expertpanelen som representant för ämnet fysik i underhållningsprogrammet Lyngbø og Hærlands Big Bang och 2012 var han programledare för serien Folkeopplysningen, båda på NRK1. För Folkeopplysningen fick han mottaga Mensa Norges pris 2014. Han turnerar med populärvetenskapliga föredrag som Universet på 42 minutter – et vitenshow och Vi er alle stjernestøv ungefär "Universitetet på 42 minuter - en kunskapsshow" respektive "Vi är alla stjärnstoff". 
I teveserien Med livet som innsats, också den på NRK1, genomför han spektakulära experiment för att visa och förklara fysikaliska fenomen med sig själv som försöksperson.